# Minamiboso
Minamiboso è una città giapponese della prefettura di Chiba.